# Anemospilia
Anemospilia (in lingua greca "grotte del vento") è il sito archeologico di un antico tempio minoico a Creta.

## Geografia
Il tempio si trova ai piedi dell'estremità settentrionale del Monte Juktas, il leggendario luogo di nascita di Zeus. La moderna Candia può essere vista dal sito, localizzato nella zona rurale nei pressi di Archanes, sul fianco della collina che fronteggia il nord verso i complessi palaziali di Cnosso, da cui dista circa 7 chilometri. Vari fattori hanno fatto concludere agli archeologi che esso fosse un tempio.

## Archeologia
Anemospilia venne per prima scavata nel 1979 da J. Sakellarakis. Il tempio venne distrutto da un'eruzione vulcanica del Monte Thera e dai terremoti che ne risultarono. Venne trovato in rovina con i muri in pietra, con tracce di cenere e carbone sparse sul suolo, e da ciò si può postulare che l'edificio fosse stato bruciato.
Il tempio è costituito da tre camere con un annesso che conduce a esse, ogni camera ha qualcosa di alquanto insolito al suo interno.

## Camera orientale
Sul lato sud della camera orientale vennero trovate le rovine di un altare con scalini con sopra molte offerte: resti di vasi in ceramica (pithoi) sul pavimento e tracce di latte, miele, cereali e piselli sul fondo delle giare. Quando i vasi in ceramica vennero ricostruiti, la scena incisa su alcuni di essi mostrava rituali religiosi.

## Annesso
Nell'annesso, venne trovato un corpo, le cui ossa erano così fracassate, specialmente le pelviche, che fu impossibile per chiunque identificarne il sesso. Il cadavere mostrava che su di esso si fosse abbattuto un macigno o qualcosa di molto pesante, mentre intorno c'erano frammenti di ceramica frantumata. La sua posizione indica che la persona stesse correndo fuori dalla camera centrale quando morì.

## Camera centrale
Sul lato sud della camera venne trovato un altare fatto con pietre sbozzate prelevate dal fianco della sacra collina. Su di esso stavano un paio di piedi d'argilla che erano stati la base dell'idolo, come pure pezzi di legno bruciati. L'idolo, o Xoanon (in greco 'statua'), sarebbe stato a grandezza naturale e realizzato principalmente in legno, mentre la cenere sul suolo suggerisce che esso fosse stato bruciato contemporaneamente al tempio. Alla base dell'altare furono trovati i resti di più di 400 vasi in ceramica. Vicino allo Xoanon c'era un tumulo, un blocco di roccia del fianco collinare, un simbolo della terra, che, insieme al mare e al cielo, i minoici consideravano essere gli elementi eterni del mondo. La pietra sacra rappresentava una parte importante nei rituali, sopra la quale le libagioni venivano versate alla divinità.

## Camera occidentale
Nella camera occidentale, due scheletri vennero trovati sul pavimento, uno nell'angolo sud-ovest di essa. Questo corpo femminile di 28 anni, considerate le aspettative di vita media nelle antiche civiltà di circa 55 anni, sarebbe stata una donna di mezza età. E poiché le donne minoiche avevano quasi una condizione sociale paritaria nella vita di quei tempi, sarebbe quasi certamente stata un qualche tipo di alta sacerdotessa.
L'altro scheletro era quello di un maschio, sulla trentina di anni, circa 180 cm alto, di taglia poderosa, giacente supino con le mani che coprivano il suo volto, come per proteggerlo. L'uomo alto aveva un anello fatto di ferro e argento infilato al dito mignolo della mano sinistra e sul suo polso c'era un sigillo inciso di “eccezionale pregio artistico”, certamente sarebbe stato allora di grande valore. Le sue gambe spezzate e il suo corpo vennero trovate vicino al centro della stanza vicino a una piattaforma, alla cui base vi era un trogolo o contenitore.
Sulla sommità della piattaforma venne trovato un altro corpo maschile di circa 18 anni, in posizione fetale, giacente sul fianco destro. Tra le ossa venne trovato un coltello riccamente intagliato, di circa 40 cm lungo e del peso di oltre 400 g. Ogni faccia della lama aveva la raffigurazione incisa di una testa animale, il muso e le zanne del cinghiale, orecchie simili ad ali di farfalla e occhi obliqui come una volpe.  Le gambe del giovane erano piegate in modo che i calcagni si trovavano quasi a toccare le cosce, indicando che in quel luogo fossero state legate. La sua mascella era chiusa in modo insolito, dato che generalmente essa si abbassa dopo la morte. Dopo un esame di laboratorio, venne rivelato che le ossa sul suo fianco sinistro erano bianche, mentre quelle del fianco destro nere. È ben noto nella pratica forense che quando un corpo con tutta la sua quantità di sangue viene bruciato, le ossa risulterranno nere. Se il sangue è prelevato prima della bruciatura, le ossa saranno bianche. Ciò dimostra che il sacerdote e la sacerdotessa fossero soltanto a metà strada nella loro cerimonia rituale, quando il corpo prese fuoco.

## Conclusione
In conclusione, la ragione per cui l'uomo morto si trovava sull'altare è perché probabilmente egli rappresentava la vittima sacrificale. Il sacerdote e la cittadinanza avrebbero notato l'incremento dell'attività vulcanica del Monte Thera, e decisero che per placare gli dei, dovessero praticare un sacrificio umano, e questo ci dice anche il perché la vittima fosse stata alquanto giovane, poiché un sacrificio di una persona più anziana non sarebbe stato altrettanto bene accetto agli dei come poteva esserlo quello di un giovane. Il fatto che il tempio fosse stato bruciato dimostra che durante la cerimonia, un terremoto fece cadere le candele, bruciando le pareti in legno; il sangue del corpo solo per metà fuoriuscito, fece sì che, quando il corpo prese fuoco, metà delle ossa risultassero nere e l'altra metà bianche.